# Mithraeum de Skikda
Le mithraeum de Skikda a été découvert en 1845 sur le site de la cité antique de Rusicada, maintenant Skikda, Wilaya de Skikda en Algérie,.

## Historique
Il ne reste que très peu de vestiges de Rusicada qui était une colonie romaine et un port de l'ancienne Numidie. Les ruines ont été observées lors de l'occupation française de l'Algérie, puis elles ont été ensevelies sous la ville moderne.
Grâce aux dessins du milieu du XIXe siècle des archéologues Amable Ravoisié et Adolphe Delamare, on peut encore se faire une idée des monuments de la ville : citernes et mausolées, théâtre et amphithéâtre. Ont également été retrouvé un mithraeum et des sculptures. De nombreuses inscriptions et sculptures furent conservées dans le musée local de Philippeville de l'époque française, détruit entre 1954 et 1962.
Les objets qu'il contenait sont conservés au musée Rusicade de Skikda.